# Vert & Or de l'Université de Sherbrooke
 (décembre 2020).
Le Vert & Or est le nom  du club omnisports qui regroupe l'ensemble des équipes sportives qui représentent l'Université de Sherbrooke de la ville de Sherbrooke, au Québec.
Les étudiants-athlètes du Vert et Or défendent les couleurs de l’institution dans les compétitions du Réseau du sport étudiant du Québec (RSEQ), du U Sports et parfois internationale dont aux Universiades, communément appelées les Jeux mondiaux universitaires.

## Histoire
L’équipe de football du Vert & Or a cessé toutes ses activités en 1973 dû à des coupes budgétaires. C’est à l’automne 2003, après 30 ans, que le programme de football a à nouveau été offert.
Le Vert & Or est un club omnisports fondé en 1961. Il a fait la conquête de dix titres universitaires canadiens au cours de son histoire[non neutre]. Tous ces titres de championnat sont remportés par des équipes masculines du Vert & Or à l'exception du titre remporté en volley-ball féminin à l'hiver 2003.
L’équipe masculine d'athlétisme du Vert & Or est  la plus titrée avec cinq de ces dix conquêtes de championnat canadien[réf. nécessaire].
Outre ces nombreux championnats remportés en athlétisme, le Vert & Or est également  champion canadien en volley-ball masculin en 1974, en cross-country masculin en 1992, en soccer masculin en 1993 et volley-ball féminin  en 2003 et 2005.
Le 11 septembre 2021, l'équipe de football du Vert & Or a battu pour la première fois de son histoire le Rouge et Or de l'Université Laval dans un match qui s'est terminé 23 à 17. Ça aura pris 19 ans et 32 défaites en ligne avant de finalement réussir à vaincre l'équipe de Glen Constantin.
En décembre 2022, les équipes de rugby apprennent qu'elles ne reviendront pas pour une prochaine saison.
En 2024, l'équipe de volleyball masculine du Vert et Or est une fois de plus championne québécoise. L'équipe remporte ce prix pour une quatrième année consécutive. Dans la même lignée, l’équipe de volleyball masculin du Vert et Or a été à nouveau sacrée championne en 2025.

## Composition
Le club du Vert & Or se compose de dix-huit formations sportives, représentant divers sports comme le Soccer, l'athlétisme, le football, le badminton, le golf et le rugby féminin. Il inclut une équipe mixte de cheerleading. Le Rugby Masculin a été annulé par l’université à cause d’un manque d’inscription et de relève.

## Installations

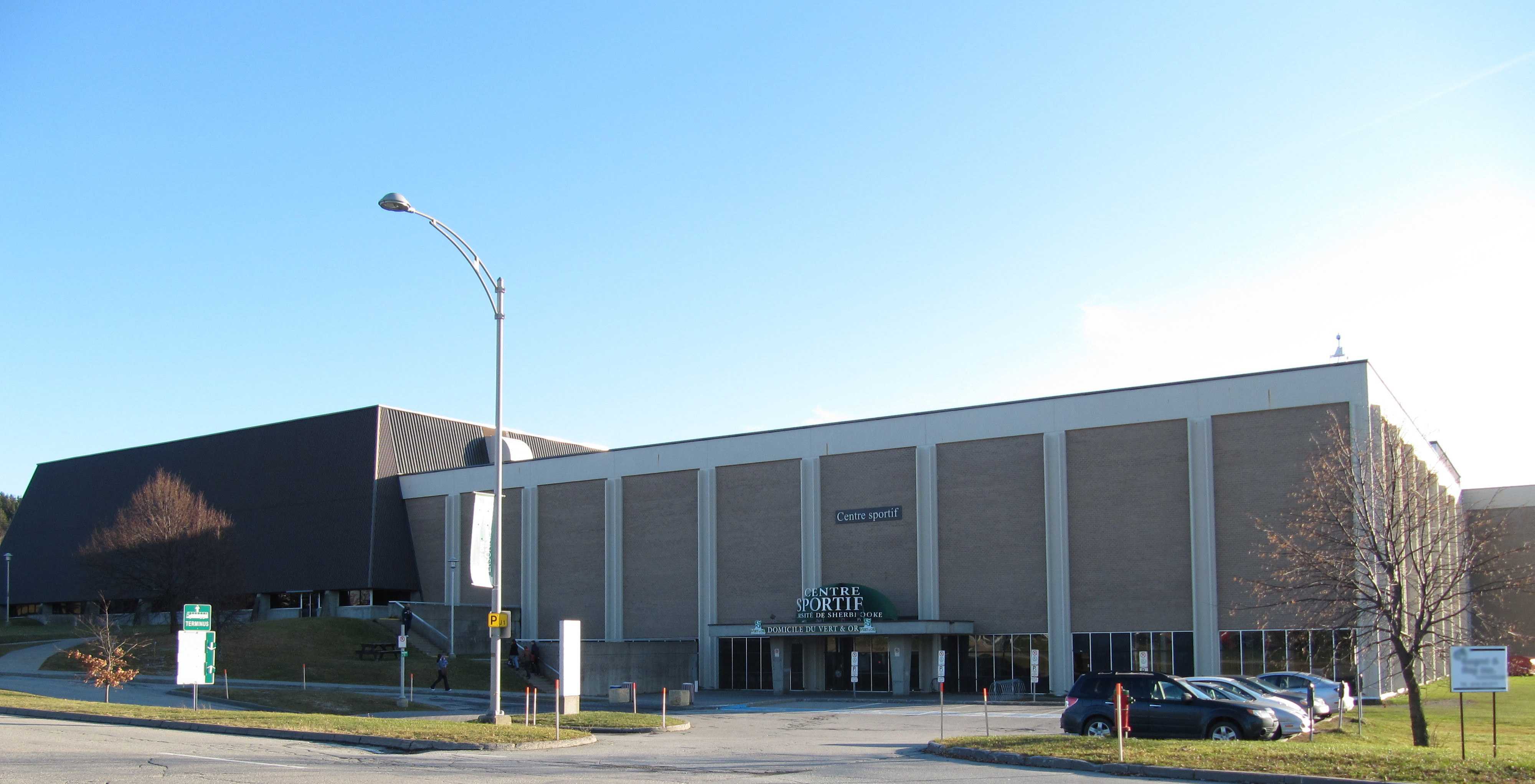
Le Pavillon Univestrie de l'Université de Sherbrooke. Les équipes féminine et masculine Vert & Or y disputent d’ailleurs tous leurs matchs locaux.

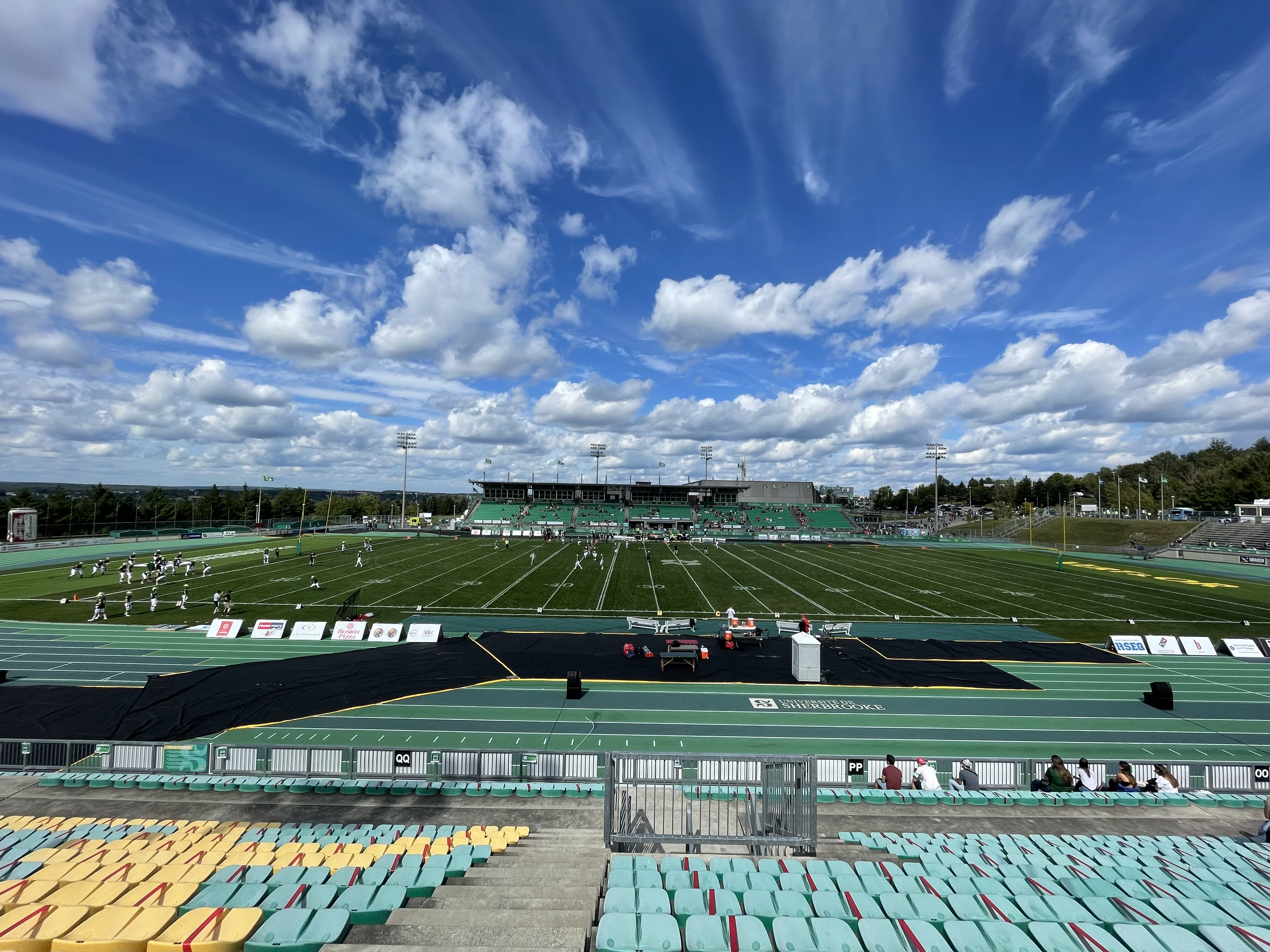
Stade de football de l'Université de Sherbrooke

Les différentes formations du Vert & Or utilisent le Stade de l'Université de Sherbrooke et le pavillon Univestrie. Ce pavillon se compose d'un gymnase polyvalent, d'une piscine olympique, d'une salle de musculation et de vestiaires.

## Vert & Or notables
Parmi les étudiants, plusieurs internationaux se distinguent: 
- Jean Perrault, en athlétisme (nommé athlète universitaire de l'année 1966). Champion canadien de ski nautique en 1965, et membre de l'équipe nationale canadienne de ski alpin,
- Josée Bélanger, membre de l'équipe de soccer féminin du Vert & Or (de 2006 à 2011) élue sur les équipes d'étoiles SIC à quatre reprises. Participation aux Universiades avec l'équipe canadienne en 2009. Membre de l'Équipe du Canada de soccer féminin avec laquelle elle remporte le Championnat féminin de la CONCACAF en 2010.
- Alexandre Gagnon, ancien joueur de l’équipe de football le Vert et Or de l’Université de Sherbrooke, a évolué avec les Stampeders de Calgary et les Argonauts de Toronto[7].